# Гаджиев, Эмин Меджид оглы
Эмин Меджид оглы Гаджиев (азерб. Emin Məcid oğlu Hacıyev; род. 1982 года, Сумгаит, Азербайджанская ССР) — государственный и политический деятель. Депутат Милли Меджлиса Азербайджанской Республики VI созыва, член комитета по аграрной политике, член комитета по региональным вопросам Милли Меджлиса.

## Биография
Родился Эмин Гаджиев в 1982 году в городе Сумгаите (Азербайджан) в семье городской интеллигенции. В 1998 году завершил обучение в школах № 5 и № 22 города Сумгаита. В 2002 году закончил обучение в Азербайджанском государственном экономическом университете, получив степень бакалавра, а в 2004 году и степень магистра с отличием. В 2008 году успешно защитил кандидатскую диссертацию на тему «Формирование и развитие ипотечного жилищного кредитования в Азербайджане» в университете архитектуры и строительства и получил степень доктора философии по экономическим наукам. Затем с 2013 по 2015 годы обучался в магистратуре Дипломатической академии МИД России.
В 2006 году осуществлял трудовую деятельность ведущим консультантом в Министерстве экономического развития. С 2007 года работал в должности сотрудника Генерального консульства Азербайджанской Республики в Санкт-Петербурге, с 2009 по 2020 годы — член правления и ответственный секретарь Союза азербайджанской молодежи России. За время своей деятельности в Азербайджане и России он выступил инициатором и исполнителем ряда значимых проектов и мероприятий.
На выборах в Национальное собрание Азербайджана VI созыва, которые прошли в 9 февраля 2020 года, баллотировался по Сумгаитскому 3-му избирательному округу № 43. По итогам выборов одержал победу и получил мандат депутата Милли Меджлиса Азербайджанской Республики. С 10 марта 2020 года приступил к депутатским обязанностям. Является членом комитета по аграрной политике, членом комитета по региональным вопросам Национального парламента.
Женат, имеет троих детей.

## Награды
- Медаль «Прогресс» (1 июня 2016 года, Азербайджан) — за заслуги в области укрепления дружбы между народами и развития азербайджанской диаспоры[2].
- Почётная грамота Совета Межпарламентской Ассамблеи государств — участников Содружества Независимых Государств (16 ноября 2023 года, Межпарламентская ассамблея СНГ) — за активное участие в деятельности Межпарламентской Ассамблеи и её органов, вклад в укрепление дружбы между народами государств — участников Содружества Независимых Государств[3].